# Bruno Pontisso
Bruno Pontisso, né le 26 octobre 1925 à Basiliano (Frioul-Vénétie Julienne) et mort le 14 octobre 1999 à Teramo dans le Abruzzes, est un coureur cycliste italien, professionnel de 1946 à 1956. Son frère Romano (1915-2003) a également été coureur professionnel.

## Palmarès
- 1945
  -  Champion d'Italie sur route amateurs
- 1946
  -  Champion d'Italie de poursuite amateurs
- 1948
  - 3e du Gran Premio della Liberazione
- 1949
  - 2e étape du Tour de Sicile
  - 3e de la Coppa Bernocchi
- 1951
  - Circuito di Ceprano
  - Coppa Micci

## Résultats sur les grands tours

### Tour d'Italie
3 participations
- 1949 : abandon
- 1950 : abandon
- 1951 : 15e